# Hypoglycin
Hypoglycin ist eine nicht-proteinogene Aminosäure mit blutzuckersenkender und teratogener Wirkung.

## Vorkommen

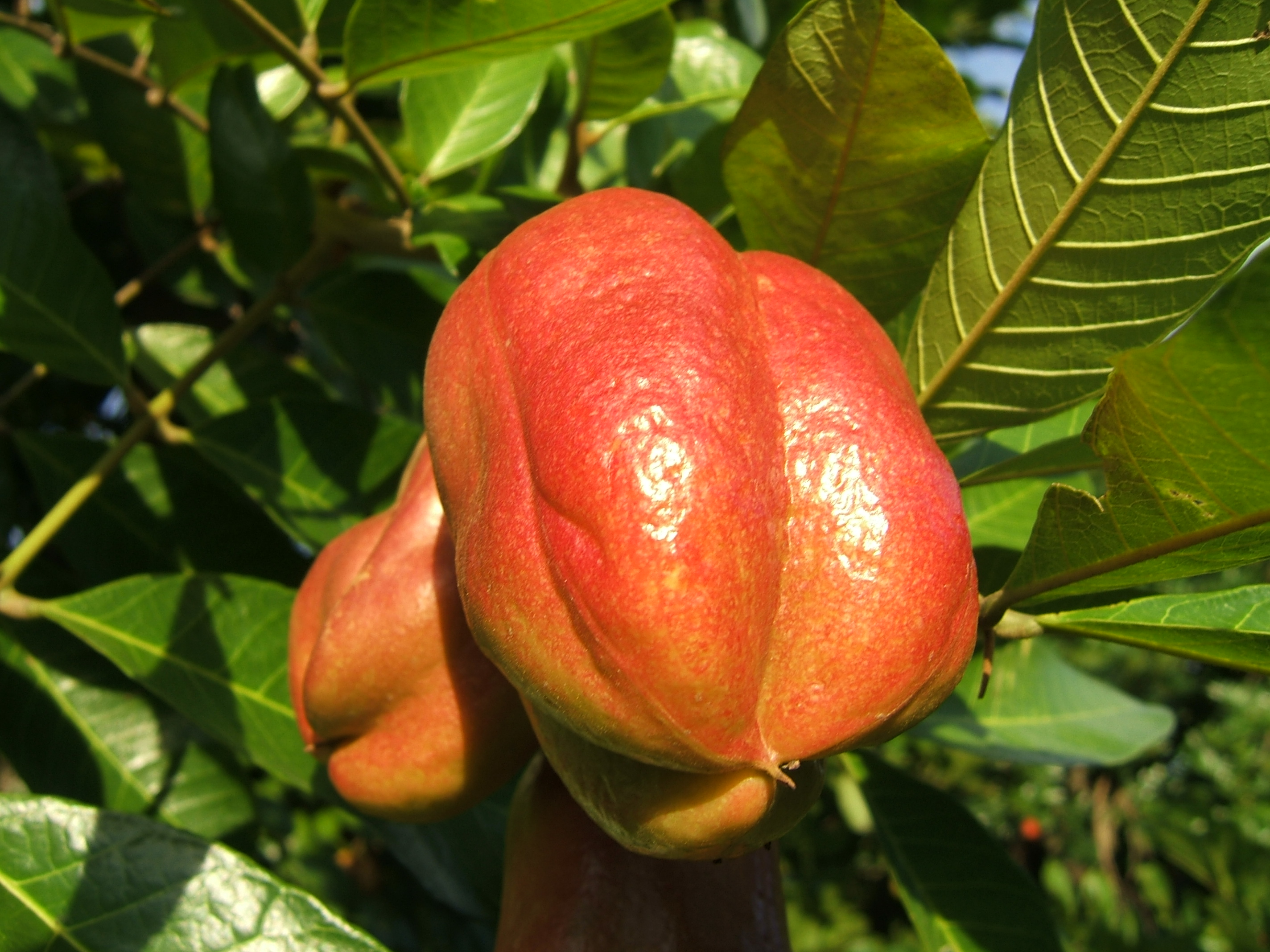
Akee-Pflanze mit Frucht

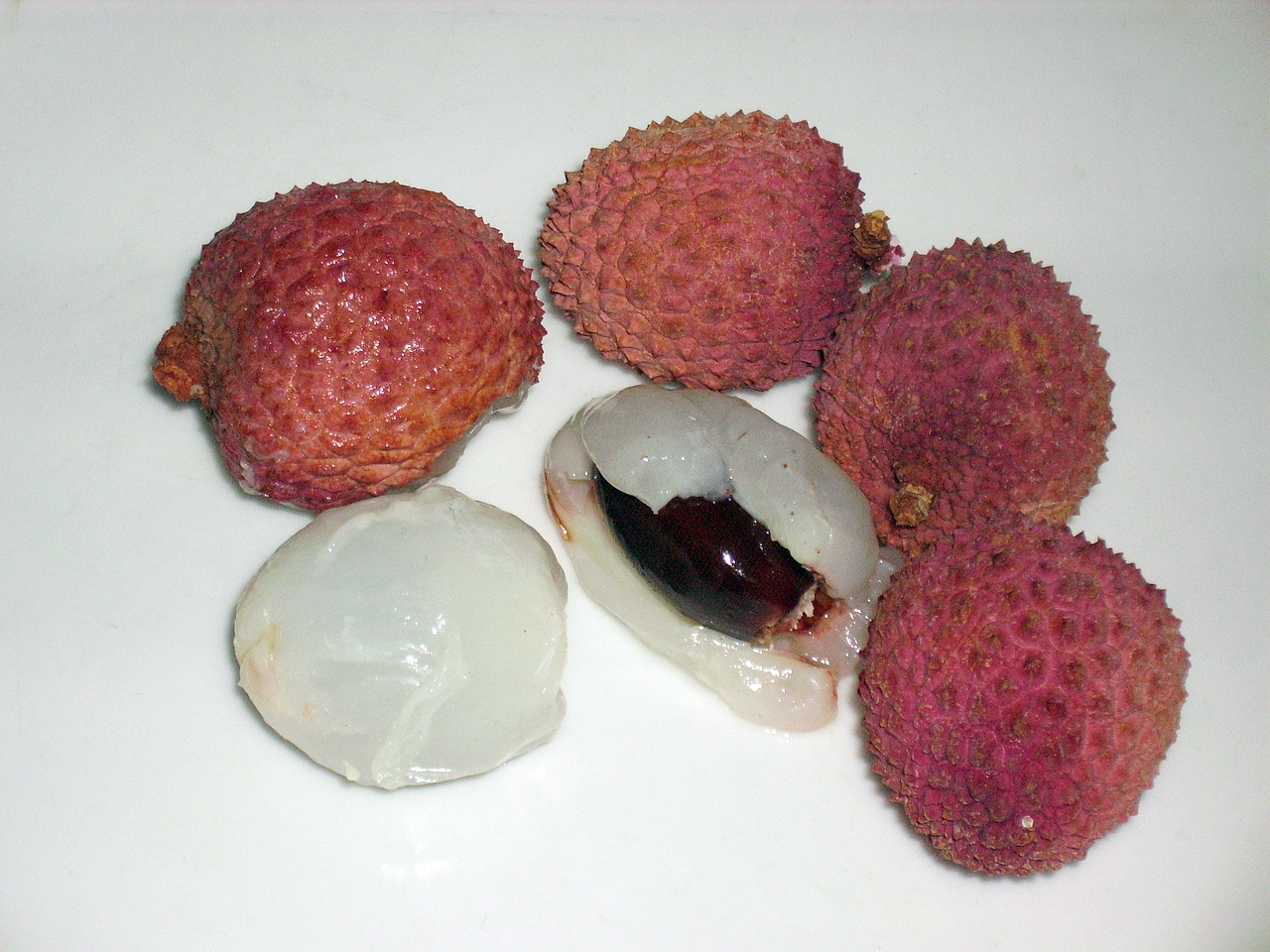
Unreife Litschifrüchte enthalten ebenfalls Hypoglycin

Hypoglycin kommt in den Samen und unreifen Früchten der Akee-Pflanze vor.
Im unreifen Samenmantel sind bis zu 1000 ppm Hypoglycin enthalten; das entspricht bis zu 1 mg pro Gramm Nassgewicht. In den Samen ist es 2–3 Mal soviel. Die aus Afrika stammende Akee-Pflanze wurde vor 200 Jahren in Jamaika eingeführt, wo die reifen Früchte konsumiert werden.
Hypoglycin kommt auch in unreifen Litschis und deren Kernen vor.

## Vergiftungen
Beim Verzehr von Akee kann es zu schweren Vergiftungserscheinungen kommen, die von Erbrechen (Jamaican vomiting sickness) bis zu Unterzuckerung, Erschöpfungserscheinungen, Koma und Tod reichen. Die Symptome zeigen sich 6–48 Stunden nach der Nahrungsaufnahme. Die Ursache der Vergiftungserscheinungen ist die Hemmung von Acyl-CoA-Dehydrogenasen. Diskutiert wird auch die Hemmung der Oxidation von Fettsäuren und Leucin. Die Wirkung wird wahrscheinlich nicht von Hypoglycin selbst verursacht, sondern von seinem primären Metaboliten Methylencyclopropylacetyl-CoA (MCPA-CoA). Die letale Dosis beträgt etwa 40 mg·kg−1 (Mensch).
Jährlich auftretende, teils tödlich verlaufende Erkrankungen bei Kindern im indischen Distrikt Muzaffarpur, konnten auf übermäßigen Litschikonsum zurückgeführt werden. Der Krankheitsverlauf war insbesondere bei Kindern aus armen Verhältnissen, die kein Abendessen erhielten, schwer.
Hypoglycin wurde in den Samen verschiedener Arten des Ahorns nachgewiesen, wie z. B. dem Eschen-Ahorn. In der Veterinärmedizin wurde erst 2015 das Hypoglycin aus Samen des Bergahorns als Auslöser der oft tödlich verlaufenden Atypischen Weidemyopathie beim Pferd erkannt. 2021 wurden in einer Studie der Martin-Luther-Universität Halle-Wittenberg (MLU) und des Leibniz-Instituts für Pflanzenbiochemie (IPB) Spuren der Substanz auch in Kuhmilch gefunden.